# Tobipuranga beltii
Tobipuranga beltii là một loài bọ cánh cứng trong họ Cerambycidae.